# Wybory parlamentarne w Niemczech w 2017 roku
Wybory parlamentarne w Niemczech odbyły się 24 września 2017 roku.
Wybory wygrała rządząca CDU-CSU, uzyskując jednak (zwłaszcza CSU) mniejsze poparcie niż w 2013 (33% głosów, 246 mandatów). Przy frekwencji ok. 75% do Bundestagu weszły ponadto:
- SPD (20,5% głosów, 153 mandaty),
- AfD (12,5% głosów, 94 mandaty),
- FDP (10,7% głosów, 80 mandatów),
- Die Linke (9,2% głosów, 69 mandatów)
- Zieloni (8,9% głosów, 67 mandatów)[2].

Zwycięska Merkel zapowiedziała w nadchodzącej kadencji odbijanie AfD wyborców przez rozwiązywanie ich problemów, rozwiewanie obaw, ale przede wszystkim przez doskonałą politykę: zadbanie o dobrobyt, budowę silnej UE, zwalczanie nielegalnej imigracji i poprawę bezpieczeństwa w kraju. Wobec porażki SPD, która uzyskała najgorszy wynik wyborczy w dziejach RFN (podobnie jak CSU, która zanotowała spadek poparcia w Bawarii z 49,3% do 38,8%), partia ta zapowiedziała przejście do opozycji, natomiast współzałożyciel AfD Alexander Gauland wynik wyborów skomentował słowami „Weszliśmy do Bundestagu i zmienimy ten kraj”. Antyimigrancka AfD najwyższe poparcie uzyskała w dawnej NRD, zwłaszcza przy granicy z Polską (ponad 32% poparcia w Görlitz i Budziszynie).
Zgodnie z Ustawą Zasadniczą RFN nowy parlament musi się zebrać w ciągu 30 dni po wyborach, czyli do 24 października 2017.
Wobec deklaracji SPD o zerwaniu koalicji z CDU-CSU spodziewane było zawarcie koalicji rządzącej CDU/CSU-FDP-Zieloni, tzw. koalicji jamajskiej, jednak w listopadzie rozmowy o koalicji zostały zakończone niepowodzeniem. CDU/CSU podjęło wówczas od grudnia negocjacje z SPD. Porozumienie koalicyjne CDU, CSU i SPD zawarto jednak dopiero 12 marca 2018, a 14 marca 2018 Bundestag zatwierdził powołanie Angeli Merkel na urząd kanclerza. Następnie dokonano zaprzysiężenia członków jej czwartego rządu.

## Kampania wyborcza
Kanclerz Merkel ubiegała się o czwartą kadencję, jej głównym przeciwnikiem był kandydat SPD Martin Schulz. Na czele mniejszych ugrupowań stali Christian Lindner (FDP), Cem Özdemir i Katrin Göring-Eckardt (Zieloni), Sahra Wagenknecht i Dietmar Bartsch (Die Linke) oraz Alice Weidel i Alexander Gauland (AfD).
Dla potrzeb wyborów RFN zostało podzielone na 299 okręgów wyborczych. Podział ten ustanowiono ustawą z 3 maja 2016, dokonując zmiany 34 okręgów wyborczych. Bierne prawo wyborcze przysługuje ok. 61,5 mln obywateli (31,7 mln kobiet i 29,8 mln mężczyzn), z czego ok. 3 mln będzie mogło głosować po raz pierwszy.
Każdemu z obywateli przysługiwały dwa głosy: jeden na kandydata w jednym z 299 jednomandatowych okręgów wyborczych w głosowaniu większościowym oraz drugi, na listę krajową (landową) danej partii. Jeżeli partia zdobyła więcej mandatów dzięki głosom w jednomandatowych okręgach niż dzięki głosom na listy krajowe, liczba tych mandatów uległa wyrównaniu. W Bundestagu kadencji 2013-2017 powstałych w ten sposób mandatów nadwyżkowych było 32, a w kadencji 2017-2021 – 110 (liczba deputowanych do Bundestagu wzrosła z 631 do 709).

## Partie uczestniczące w wyborach

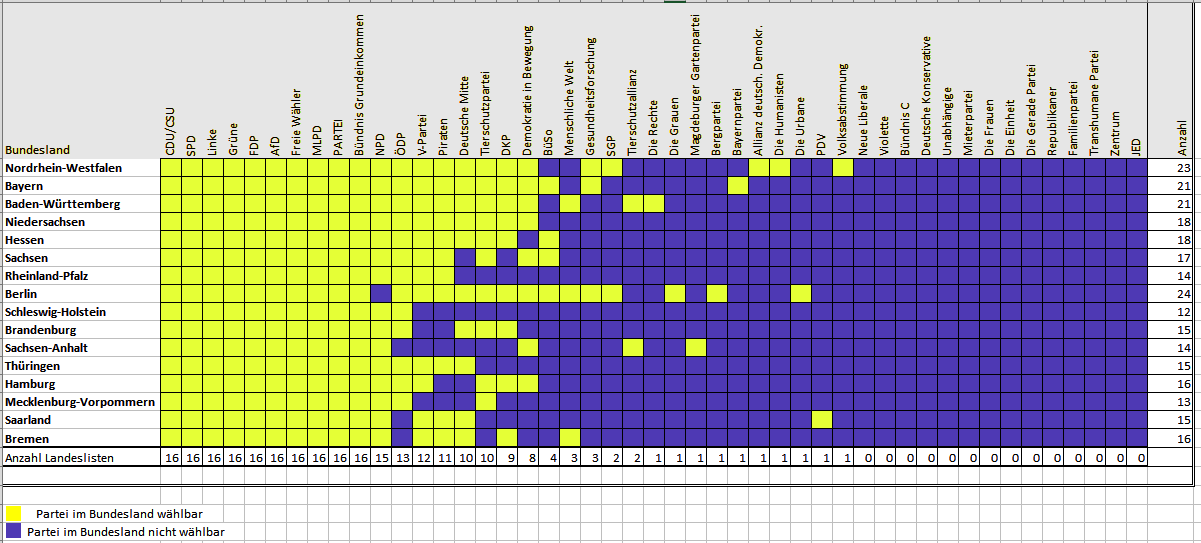
Tabela partii startujących w wyborach w poszczególnych landach

7 czerwca 2017 federalna komisja wyborcza oświadczyła, że do udziału w wyborach dopuszczonych zostało 48 partii, jednakże na skutek niezłożenia wymaganych list poparcia przez partie niereprezentowane w Bundestagu lub landtagach ostatecznie do wysuwania list wyborczych na szczeblu landów dopuszczono 34 ugrupowania. Z przywileju braku konieczności dokumentowania poparcia skorzystały reprezentowane w dotychczasowym Bundestagu CDU, SPD, Die Linke, Grüne i CSU oraz reprezentowane w landtagach FDP, AfD i Freie Wähler.

Zwycięskie partie w poszczególnych okręgach (kolor czarny – CDU/CSU, czerwony – SPD, niebieski – AfD)

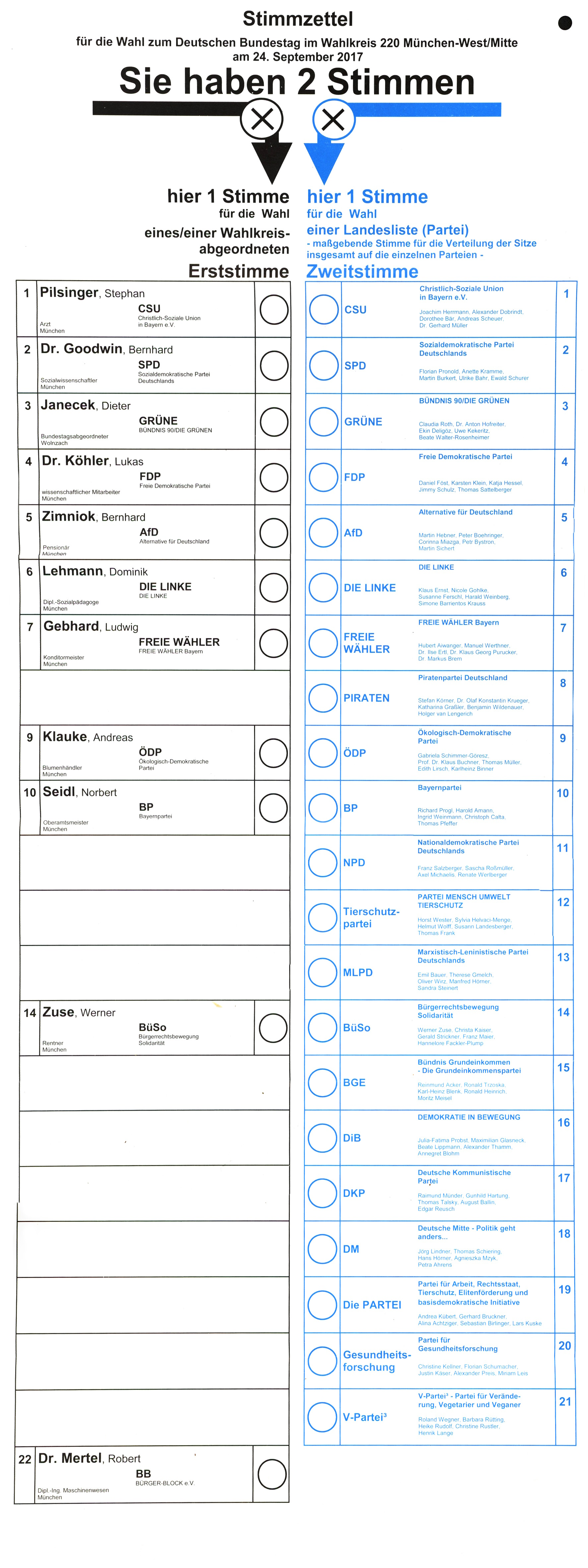
Karta wyborcza w okręgu 220 Monachium-Zachód/Centrum

Lista 34 partii dopuszczonych do głosowania:
- CDU – Unia Chrześcijańsko-Demokratyczna (listy wyborcze w 15 landach, tj. wszystkich poza Bawarią)
- SPD – Socjaldemokratyczna Partia Niemiec (listy wyborcze w 16 landach)
- DIE LINKE – Lewica (listy wyborcze w 16 landach)
- GRÜNE – Sojusz 90/Zieloni (listy wyborcze w 16 landach)
- CSU – Unia Chrześcijańsko-Społeczna w Bawarii (lista wyborcza zarejestrowana tylko w Bawarii)
- FDP – Wolna Partia Demokratyczna (listy wyborcze w 16 landach)
- AfD – Alternatywa dla Niemiec (listy wyborcze w 16 landach)
- FREIE WÄHLER – Wolni Wyborcy (listy wyborcze w 16 landach)
- BGE – Bündnis Grundeinkommen (listy wyborcze w 16 landach)
- Die PARTEI – Partei für Arbeit, Rechtsstaat, Tierschutz, Elitenförderung und basisdemokratische Initiative (listy wyborcze w 16 landach)
- MLPD – Marksistowsko-Leninowska Partia Niemiec (listy wyborcze w 16 landach)
- NPD – Narodowodemokratyczna Partia Niemiec (listy wyborcze w 15 landach, tj. wszystkich poza Berlinem)
- ÖDP – Ekologiczna Partia Demokratyczna (listy wyborcze w 13 landach, brak list wyborczych dla Bremy, Saary i Saksonii-Anhalt)
- V-Partei³ – V-Partei³ (listy wyborcze w 12 landach, tj. poza Brandenburgią, Meklemburgią – Pomorzem Przednim, Saksonią-Anhalt i Szlezwikiem-Holsztynem)
- PIRATEN – Niemiecka Partia Piratów (listy wyborcze w 11 landach, tj. poza Brandenburgią, Hamburgiem, Meklemburgią – Pomorzem Przednim, Saksonią-Anhalt i Szlezwikiem-Holsztynem)
- DM – Deutsche Mitte (listy wyborcze w 10 landach, tj. poza Hamburgiem, Meklemburgią – Pomorzem Przednim, Nadrenią – Palatynatem, Saksonią, Saksonią-Anhalt i Szlezwikiem-Holsztynem)
- Tierschutzpartei – Partei Mensch Umwelt Tierschutz (listy wyborcze w 10 landach, tj. poza Bremą, Nadrenią – Palatynatem, Saarą, Saksonią-Anhalt, Szlezwikiem-Holsztynem i Turyngią)
- DKP – Deutsche Kommunistische Partei (listy wyborcze w 9 landach, tj. poza Meklemburgią – Pomorzem Przednim, Nadrenią – Palatynatem, Saarą, Saksonią, Saksonią-Anhalt, Szlezwikiem-Holsztynem i Turyngią)
- DiB – Demokratie in Bewegung (listy wyborcze w 8 landach, tj. poza Badenią-Wirtembergią, Bawarią, Berlinem, Dolną Saksonią, Hamburgiem, Nadrenią Północną – Westfalią, Saksonią i Saksonią-Anhalt)
- BüSo – Bürgerrechtsbewegung Solidarität (listy wyborcze w 4 landach: Bawarii, Berlinie, Hesji i Saksonii)
- Gesundheitsforschung – Partei für Gesundheitsforschung (listy wyborcze w 3 landach: Bawarii, Berlinie i Nadrenii Północnej – Westfalii)
- MENSCHLICHE WELT – Menschliche Welt (listy wyborcze w 3 landach: Berlinie, Bremie i Badenii-Wirtembergii)
- SGP – Sozialistische Gleichheitspartei (listy wyborcze w 2 landach: Berlinie i Nadrenii Północnej – Westfalii)
- Tierschutzallianz – Allianz für Menschenrechte, Tier- und Naturschutz (listy wyborcze w 2 landach: Badenii-Wirtembergii i Saksonii-Anhalt)
- ADD – Allianz Deutscher Demokraten (lista wyborcza tylko w Nadrenii Północnej-Westfalii)
- BP – Bayernpartei (lista wyborcza tylko w Bawarii)
- B* – Bergpartei, die Überpartei (lista wyborcza tylko w Berlinie)
- Die Grauen – Die Grauen – Für alle Generationen (lista wyborcza tylko w Berlinie)
- Die Humanisten – Partei der Humanisten (lista wyborcza tylko w Nadrenii Północnej-Westfalii)
- DIE RECHTE – Die Rechte (lista wyborcza tylko w Badenii-Wirtembergii)
- du. – Die Urbane. Eine HipHop Partei (lista wyborcza tylko w Berlinie)
- MG – Magdeburger Gartenpartei (lista wyborcza tylko w Saksonii-Anhalt)
- PDV – Partei der Vernunft (lista wyborcza tylko w Saarze)
- Volksabstimmung – Ab jetzt … Demokratie durch Volksabstimmung (lista wyborcza tylko w Nadrenii Północnej-Westfalii)

Poza członkami ww. partii (komitetów wyborczych) jako kandydujący w pojedynczych okręgach wyborczych w wyborach uczestniczyli jeszcze członkowie 8 poniższych partii (stowarzyszeń):
- Bündnis C – Bündnis C – Christen für Deutschland (4 okręgi wyborcze)
- DIE EINHEIT – DIE EINHEIT
- DIE VIOLETTEN – Die Violetten; für spirituelle Politik
- FAMILIE – Familien-Partei Deutschlands (1 okręg wyborczy)
- DIE FRAUEN – Feministische Partei Die Frauen
- MIETERPARTEI – Mieterpartei
- Neue Liberale – Die Sozialliberalen (3 okręgi wyborcze)
- UNABHÄNGIGE – UNABHÄNGIGE für bürgernahe Demokratie

Sześć partii deklarujących wstępnie udział w wyborach (Deutsche Konservative – DEUTSCHE KONSERVATIVE, ZENTRUM – Deutsche Zentrumspartei – najstarsza partia Niemiec założona w 1870, DGP – Die GERADE Partei, REP – DIE REPUBLIKANER, JED – Jugend- und Entwicklungspartei Deutschlands, TPD – Transhumane Partei Deutschland) nie zarejestrowało ostatecznie ani list wyborczych w landach, ani własnych kandydatów w okręgach wyborczych.

## Głosowanie, frekwencja i wyniki wyborów
| Partia | Partia                                                                                                 | Jednomandatowe okręgi wyborcze | Jednomandatowe okręgi wyborcze | Jednomandatowe okręgi wyborcze | Jednomandatowe okręgi wyborcze | Jednomandatowe okręgi wyborcze | Listy partyjne | Listy partyjne | Listy partyjne | Suma   | Suma | Suma  |
| Partia | Partia                                                                                                 | Głosy                          | Głosy                          | Głosy                          | Mandaty                        | Mandaty                        | Głosy          | Głosy          | Głosy          | Liczba | +/−  | %     |
| Partia | Partia                                                                                                 | Liczba                         | %                              | +/−                            | Liczba                         | +/−                            | Liczba         | %              | +/−            | Liczba | +/−  | %     |
| ------ | --- | ------------------------------ | ------------------------------ | ------------------------------ | ------------------------------ | ------------------------------ | -------------- | -------------- | -------------- | ------ | ---- | ----- |
|        | Unia Chrześcijańsko-Demokratyczna                                                                      | 14 030 751                     | 30,25                          | 6,97                           | 185                            | 6                              | 12 447 656     | 26,76          | 7,36           | 200    | 55   | 28,21 |
|        | Socjaldemokratyczna Partia Niemiec                                                                     | 11 429 231                     | 24,64                          | 4,80                           | 59                             | 1                              | 9 539 381      | 20,51          | 5,22           | 153    | 40   | 21,58 |
|        | Alternatywa dla Niemiec                                                                                | 5 317 499                      | 11,46                          | 9,60                           | 3                              | 3                              | 5 878 115      | 12,64          | 7,93           | 94     | 94   | 13,26 |
|        | Wolna Partia Demokratyczna                                                                             | 3 249 238                      | 7,00                           | 4,65                           | —                              |                                | 4 999 449      | 10,75          | 5,98           | 80     | 80   | 11,28 |
|        | Lewica                                                                                                 | 3 966 637                      | 8,55                           | 0,33                           | 5                              | 1                              | 4 297 270      | 9,24           | 0,65           | 69     | 5    | 9,73  |
|        | Sojusz 90/Zieloni                                                                                      | 3 717 922                      | 8,01                           | 0,72                           | 1                              |                                | 4 158 400      | 8,94           | 0,49           | 67     | 4    | 9,45  |
|        | Unia Chrześcijańsko-Społeczna w Bawarii                                                                | 3 255 487                      | 7,02                           | 1,11                           | 46                             | 1                              | 2 869 688      | 6,17           | 1,25           | 46     | 10   | 6,49  |
|        | |                                |                                |                                |                                |                                |                |                |                |        |      |       |
|        | Wolni Wyborcy                                                                                          | 589 056                        | 1,27                           | 0,28                           | —                              | —                              | 463 292        | 1,00           | 0,03           | —      | —    | —     |
|        | Partia na rzecz Pracy, Praworządności, Ochrony Zwierząt, Promocji Elit i Inicjatyw Oddolnej Demokracji | 245 659                        | 0,53                           | 0,44                           | —                              | —                              | 454 349        | 0,98           | 0,80           | —      | —    | —     |
|        | Partia Dobrostanu Zwierząt i Środowiska Ludzkiego                                                      | 22 917                         | 0,05                           | 0,04                           | —                              | —                              | 374 179        | 0,80           | 0,48           | —      | —    | —     |

| Pozostałe partie | Pozostałe partie                                              | 565 221 | 1,22 | —    | — | — | 1 033 713 | 2,22 | —    | — | — | — |
|                  | Narodowodemokratyczna Partia Niemiec                          | 45 169  | 0,10 | 1,36 | — | — | 176 020   | 0,38 | 0,90 | — | — | — |
|                  | Niemiecka Partia Piratów                                      | 93 196  | 0,20 | 2,01 | — | — | 173 476   | 0,37 | 1,82 | — | — | — |
|                  | Ekologiczna Partia Demokratyczna                              | 166 228 | 0,36 | 0,06 | — | — | 144 809   | 0,31 | 0,02 | — | — | — |
|                  | Sojusz Dochodu Podstawowego                                   | —       | —    | —    | — | — | 97 539    | 0,21 | —    | — | — | — |
|                  | Partia V³ – Dla Zmiany, Wegetarian i Wegan                    | 1204    | 0,00 | —    | — | — | 64 073    | 0,14 | —    | — | — | — |
|                  | Niemieckie Centrum                                            | —       | —    | —    | — | — | 63 203    | 0,14 | —    | — | — | — |
|                  | Demokracja w Ruchu                                            | —       | —    | —    | — | — | 60 914    | 0,13 | —    | — | — | — |
|                  | Partia Bawarska                                               | 62 622  | 0,13 | 0,07 | — | — | 58 037    | 0,12 | 0,01 | — | — | — |
|                  | Sojusz Niemieckich Demokratów                                 | —       | —    | —    | — | — | 41 251    | 0,09 | —    | — | — | — |
|                  | Sojusz na Rzecz Praw Człowieka, Ochrony Zwierząt i Środowiska | 6114    | 0,01 | —    | — | — | 32 221    | 0,07 | —    | — | — | — |
|                  | Marksistowsko-Leninowska Partia Niemiec                       | 35 760  | 0,08 | 0,05 | — | — | 29 785    | 0,06 | 0,01 | — | — | — |
|                  | Partia dla Badań Zdrowotnych                                  | 1537    | 0,00 | —    | — | — | 23 404    | 0,05 | —    | — | — | — |
|                  | Niemiecka Partia Komunistyczna                                | 7517    | 0,02 | 0,01 | — | — | 11 558    | 0,02 | —    | — | — | — |
|                  | Ludzki Świat                                                  | 2205    | 0,00 | —    | — | — | 11 661    | 0,03 | —    | — | — | — |
|                  | Szarzy – Dla Wszystkich Pokoleń                               | 4300    | 0,01 | —    | — | — | 10 009    | 0,02 | —    | — | — | — |
|                  | Od teraz… Demokracja przez Referendum                         | 6316    | 0,01 | 0,01 | — | — | 9631      | 0,02 | 0,04 | — | — | — |
|                  | Ruch na Rzecz Praw Obywatelskich Solidarność                  | 15960   | 0,03 | 0,01 | — | — | 6693      | 0,01 | 0,01 | — | — | — |
|                  | Partia Humanistów                                             | —       | —    | —    | — | — | 5991      | 0,01 | —    | — | — | — |
|                  | Partia Ogrodowa                                               | 2570    | 0,01 | —    | — | — | 5617      | 0,01 | —    | — | — | — |
|                  | Miejscy. Partia Hip-Hopowa                                    | 772     | 0,00 | —    | — | — | 3032      | 0,01 | —    | — | — | — |
|                  | Prawica                                                       | 1142    | 0,00 | —    | — | — | 2054      | 0,00 | 0,00 | — | — | — |
|                  | Socjalistyczna Partia Równości                                | 903     | 0,00 | —    | — | — | 1291      | 0,00 | 0,01 | — | — | — |
|                  | Partia Górska, Nadpartia                                      | 672     | 0,00 | 0,00 | — | — | 911       | 0,00 | —    | — | — | — |
|                  | Partia Rozsądku                                               | 242     | 0,00 | 0,01 | — | — | 533       | 0,00 | 0,06 | — | — | — |
|                  | Niezależni dla Demokracji Przyjaznej Obywatelom               | 2458    | 0,01 | —    | — | — | —         | —    | —    | — | — | — |
|                  | Fioletowi                                                     | 2176    | 0,00 | 0,00 | — | — | —         | —    | 0,02 | — | — | — |
|                  | Sojusz C – Chrześcijanie dla Niemiec                          | 1717    | 0,00 | —    | — | — | —         | —    | —    | — | — | — |
|                  | Partia Najemców                                               | 1352    | 0,00 | —    | — | — | —         | —    | —    | — | — | — |
|                  | Nowi Liberałowie – Socjalliberałowie                          | 884     | 0,00 | —    | — | — | —         | —    | —    | — | — | — |
|                  | Niemiecka Partia Rodzin                                       | 506     | 0,00 | 0,01 | — | — | —         | —    | 0,02 | — | — | — |
|                  | Feministyczna Partia Kobiet                                   | 439     | 0,00 | —    | — | — | —         | —    | 0,03 | — | — | — |
|                  | Jednostka                                                     | 371     | 0,00 | —    | — | — | —         | —    | —    | — | — | — |
|                  | Kandydaci niezależni                                          | 100 889 | 0,22 | 0,04 | — | — | —         | —    | —    | — | — | — |

|                |            |        |      |     |   |            |        |      |     |    |        |
| Ogółem         | 46 389 615 | 100,00 | —    | 299 | — | 46 515 492 | 100,00 | —    | 709 | 78 | 100,00 |
| Głosy nieważne | 586 726    | 1,25   | 0,30 |     |   | 460 849    | 0,98   | 0,33 |     |    |        |
| Frekwencja     | 46 976 341 | 76,15  | 4,62 |     |   | 46 976 341 | 76,15  | 4,62 |     |    |        |

Podział mandatów i rozkład procentowy poparcia w wyniku wyborów z uwzględnieniem podziału na późniejszą większość rządzącą w kolejności: ugrupowanie rządowe, opozycja parlamentarna i pozaparlamentarna (partie, które nie przekroczyły 1% poparcia w skali kraju, potraktowano zbiorczo):
|     |     |     |     |     |       |       |
| ↓   |     |     |     |     |       |       |
| 200 | 46  | 153 | 94  | 80  | 69    | 67    |
| CDU | CSU | SPD | AfD | FDP | Linke | Grüne |

|     |     |     |     |     |       |       |  |  |  |
|     |     |     |     |     |       |       |  |  |  |
| CDU | CSU | SPD | AfD | FDP | Linke | Grüne |  |  |  |

|     |     |     |     |     |       |       |  |  |  |
|     |     |     |     |     |       |       |  |  |  |
| CDU | CSU | SPD | AfD | FDP | Linke | Grüne |  |  |  |

### Wyniki głosowania w skali krajów związkowych

CDU-CSU vote
SPD vote
AfD vote
FDP vote
Linke vote
Grüne vote
NPD vote
Turnout

Wszystkie dane wyrażono w procentach
| Kraj związkowy                |       |       |       |       |       |       |      |       |       |       |       |       |       |       |              |              | Inni | Inni | Frekwencja |
| Kraj związkowy                | CDU   | CDU   | SPD   | SPD   | AfD   | AfD   | FDP  | FDP   | Linke | Linke | Grüne | Grüne | CSU   | CSU   | FREIE WÄHLER | FREIE WÄHLER | Inni | Inni | Frekwencja |
| Kraj związkowy                | 1     | 2     | 1     | 2     | 1     | 2     | 1    | 2     | 1     | 2     | 1     | 2     | 1     | 2     | 1            | 2            | 1    | 2    | Frekwencja |
| ----------------------------- | ----- | ----- | ----- | ----- | ----- | ----- | ---- | ----- | ----- | ----- | ----- | ----- | ----- | ----- | ------------ | ------------ | ---- | ---- | ---------- |
| Badenia-Wirtembergia          | 39,28 | 34,40 | 19,50 | 16,39 | 11,53 | 12,19 | 8,65 | 12,72 | 5,43  | 6,35  | 13,40 | 13,47 |       |       | 0,56         | 0,70         | 1,64 | 3,78 | 78,29      |
| Bawaria                       |       |       | 18,13 | 15,30 | 10,49 | 12,39 | 6,48 | 10,16 | 5,21  | 6,10  | 8,97  | 9,77  | 44,16 | 38,82 | 3,39         | 2,69         | 3,15 | 4,77 | 78,14      |
| Berlin                        | 24,67 | 22,70 | 21,00 | 17,88 | 11,38 | 12,05 | 5,63 | 8,94  | 20,24 | 18,79 | 12,38 | 12,57 |       |       | 0,31         | 0,29         | 4,39 | 6,78 | 75,59      |
| Brandenburgia                 | 29,03 | 26,69 | 20,48 | 17,56 | 19,43 | 20,20 | 5,09 | 7,08  | 17,23 | 17,15 | 4,52  | 5,03  |       |       | 1,92         | 1,19         | 2,29 | 5,11 | 73,71      |
| Brema                         | 24,55 | 25,10 | 31,75 | 26,76 | 9,34  | 10,00 | 9,20 | 9,35  | 11,90 | 13,43 | 10,09 | 11,05 |       |       | 0,28         | 0,36         | 2,88 | 3,95 | 70,85      |
| Dolna Saksonia                | 38,35 | 34,94 | 33,59 | 27,44 | 7,97  | 9,09  | 5,71 | 9,28  | 5,89  | 6,95  | 7,22  | 8,71  |       |       | 0,51         | 0,41         | 0,75 | 3,18 | 76,44      |
| Hamburg                       | 31,97 | 23,50 | 28,46 | 27,23 | 7,33  | 7,82  | 7,09 | 10,80 | 10,79 | 12,17 | 11,73 | 13,94 |       |       | 0,56         | 0,35         | 2,08 | 4,18 | 75,96      |
| Hesja                         | 35,44 | 30,85 | 29,15 | 23,54 | 11,23 | 11,91 | 7,13 | 11,55 | 6,58  | 8,10  | 8,08  | 9,67  |       |       | 1,44         | 0,85         | 0,95 | 3,54 | 77,01      |
| Meklemburgia-Pomorze Przednie | 34,17 | 33,13 | 17,42 | 15,06 | 18,18 | 18,59 | 4,74 | 6,24  | 18,46 | 17,83 | 3,64  | 4,26  |       |       | 1,49         | 0,81         | 1,91 | 4,08 | 70,86      |
| Nadrenia Północna-Westfalia   | 38,28 | 32,62 | 31,32 | 25,96 | 8,15  | 9,42  | 8,02 | 13,12 | 6,38  | 7,48  | 6,54  | 7,56  |       |       | 0,27         | 0,28         | 1,04 | 3,56 | 75,44      |
| Nadrenia-Palatynat            | 39,64 | 35,89 | 28,76 | 24,15 | 9,51  | 11,25 | 6,87 | 10,38 | 5,67  | 6,81  | 5,99  | 7,59  |       |       | 2,31         | 1,37         | 1,25 | 2,57 | 77,65      |
| Saara                         | 36,19 | 32,39 | 31,52 | 27,15 | 9,32  | 10,07 | 4,72 | 7,60  | 11,23 | 12,89 | 4,46  | 6,00  |       |       | 1,19         | 0,82         | 1,37 | 3,08 | 76,60      |
| Saksonia                      | 30,62 | 26,85 | 11,71 | 10,53 | 25,43 | 27,02 | 6,70 | 8,21  | 17,52 | 16,08 | 4,55  | 4,58  |       |       | 0,56         | 1,11         | 2,92 | 5,62 | 75,38      |
| Saksonia-Anhalt               | 32,36 | 30,31 | 17,17 | 15,18 | 16,94 | 19,63 | 6,55 | 7,76  | 19,19 | 17,74 | 3,14  | 3,71  |       |       | 2,27         | 1,16         | 2,38 | 4,51 | 68,12      |
| Szlezwik-Holsztyn             | 39,83 | 33,99 | 28,80 | 23,29 | 7,51  | 8,18  | 7,69 | 12,64 | 5,29  | 7,27  | 9,55  | 11,98 |       |       | 0,93         | 0,65         | 0,41 | 2,01 | 76,31      |
| Turyngia                      | 31,60 | 28,76 | 14,61 | 13,21 | 22,55 | 22,72 | 5,54 | 7,81  | 17,58 | 16,86 | 3,63  | 4,12  |       |       | 2,61         | 1,63         | 1,89 | 4,89 | 74,25      |
| Niemcy                        | 30,25 | 26,76 | 24,64 | 20,51 | 11,46 | 12,64 | 7,00 | 10,75 | 8,55  | 9,24  | 8,01  | 8,94  | 7,02  | 6,17  | 1,27         | 1,00         | 1,80 | 4,00 | 76,15      |

- CDU-CSU vote
- SPD vote
- AfD vote
- FDP vote
- Linke vote
- Grüne vote
- NPD vote
- Turnout

### Podział mandatów w skali krajów związkowych
| Kraj związkowy                |     |     |     |     |       |       |     | Łącznie |
| Kraj związkowy                | CDU | SPD | AfD | FDP | Linke | Grüne | CSU | Łącznie |
| ----------------------------- | --- | --- | --- | --- | ----- | ----- | --- | ------- |
| Badenia-Wirtembergia          | 38  | 16  | 11  | 12  | 6     | 13    |     | 96      |
| Bawaria                       |     | 18  | 14  | 12  | 7     | 11    | 46  | 108     |
| Berlin                        | 6   | 5   | 4   | 3   | 6     | 4     |     | 28      |
| Brandenburgia                 | 9   | 4   | 5   | 2   | 4     | 1     |     | 25      |
| Brema                         | 1   | 2   | 1   | –   | 1     | 1     |     | 6       |
| Dolna Saksonia                | 21  | 20  | 7   | 7   | 5     | 6     |     | 66      |
| Hamburg                       | 4   | 5   | 1   | 2   | 2     | 2     |     | 16      |
| Hesja                         | 17  | 12  | 6   | 6   | 4     | 5     |     | 50      |
| Meklemburgia-Pomorze Przednie | 6   | 2   | 3   | 1   | 3     | 1     |     | 16      |
| Nadrenia Północna-Westfalia   | 42  | 41  | 15  | 20  | 12    | 12    |     | 142     |
| Nadrenia-Palatynat            | 14  | 9   | 4   | 4   | 3     | 3     |     | 37      |
| Saara                         | 3   | 3   | 1   | 1   | 1     | 1     |     | 10      |
| Saksonia                      | 12  | 4   | 11  | 3   | 6     | 2     |     | 38      |
| Saksonia-Anhalt               | 9   | 3   | 4   | 2   | 4     | 1     |     | 23      |
| Szlezwik-Holsztyn             | 10  | 6   | 2   | 3   | 2     | 3     |     | 26      |
| Turyngia                      | 8   | 3   | 5   | 2   | 3     | 1     |     | 22      |
| Niemcy                        | 200 | 153 | 94  | 80  | 69    | 67    | 46  | 709     |